# Tučňák Humboldtův
Tučňák Humboldtův (Spheniscus humboldti) je nelétavý pták z čeledi tučňákovitých (Spheniscidae), pojmenovaný po přírodovědci Alexandru von Humboldtovi. Vyskytuje se v Jižní Americe na pobřežích Peru a Chile. Jeho nejbližším příbuzným je tučňák brýlový, tučňák magellanský a tučňák galapážský.
Je to středně velký tučňák, dosahuje výšky 56–73 cm, a váhy 3,6–5,9 kg. Nad očima a kolem zobáku má holou, narůžovělou kůži, což jsou žlázy obklopené cévami plnící termoregulační funkci. Čím je jeho tělní teplota vyšší, tím větší množství krve se v těchto žlázách nachází a může být tak ochlazeno okolním vzduchem. Rozmnožování probíhá celoročně, ale nejčastěji mezi březnem a prosincem. Samice snáší obvykle dvě vejce a mláďata se líhnou zhruba po 35 dnech inkubace. O potomstvo se stará samice i samec skoro rovným dílem. Ve stáří asi 100 dní se mláďata osamostatní a zamíří na otevřené moře.
Tučňák Humboldtův zastupuje asi nejvyšší procento z chovaných druhů tučňáků v zajetí. Dobře se množí a zvykl si i na evropské podmínky. V červeném seznamu ohrožených druhů (IUCN) je klasifikován jako zranitelný. Za posledních 150 let jeho populaci ohrozilo několik především lidských faktorů.

## Rozšíření
Hnízdí podél západního pobřeží Peru a Chile v Jižní Americe, kde obývá chladný a na ryby bohatý Humboldtův proud. Nejsevernější kolonii můžeme nejspíš zahlédnout v mysu Parinas, na veřejné pláži Punta Balcones. Nejpočetnější kolonii pak zcela na jihu v Punta San Juan (Punta Arenas), nebo také v Pachachamas. Menší izolovaná kolonie se nachází např. na ostrově Puñihuil. Hnízdí v teplotách vzduchu od 5 do 38 °C (de oblasti, času a ročním období), a teplota vody mívá až 28 °C.
Kvůli úživným oceánským proudům obvykle nemigruje do jiných oblastí a zdržuje se nejdále 19–35 km od hnízdiště. Na základě toho může tento druh zahnízdit i dvakrát do roka, ovšem v závislosti na podmínkách. Udeří-li klimatický jev ENSO (El Niño Southern Oscillation) objevující se každých 3–12 let, který způsobuje změnu klimatu, přesněji ztrátu potravní hojnosti zapříčiněnou oteplováním oceánu, v takovém případě se tučňák Humboldtův stahuje do oblastí vzdálených až 900 km od hnízdiště.

## Popis

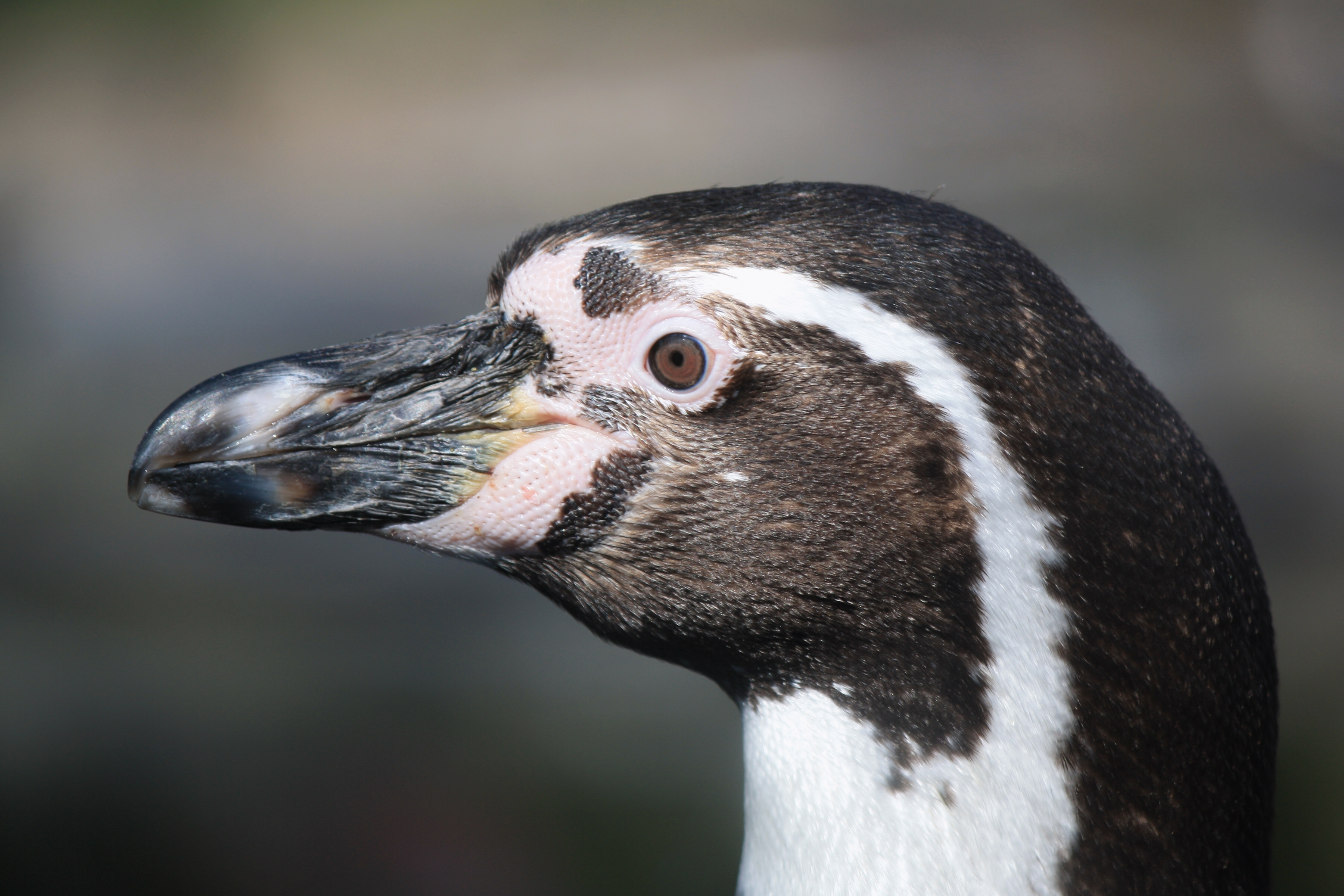
Hlava tučňáka Humboldtova. Holá narůžovělá oblast v okolí zobáku plní termoregulační funkci

Náleží mezi středně velké druhy tučňáků, dorůstá výšky 56–73 cm, a váží 3,6–5,9 kg, s ohledem na pohlavní dimorfismus (samice je menší), výkyvy v rozmnožování a období pelichání.
Tučňák Humboldtův vypadá velmi podobně jako jeho nejbližší příbuzný tučňák magellanský. Odlišuje se však svým jediným černým pruhem vedoucím přes hruď (tučňák magellanský má pruhy dva). Specifické černé tečky na břiše, které u tučňáka Humboldtova vidíme, se naopak u tučňáka magellanského neobjevují, nebo jen v nepatrné míře. Rozvrh těchto nepravidelných skvrn je natolik jedinečný, jako ve srovnání lidské otisky prstů, a neexistují tedy dva naprosto stejní jedinci. Podobně jako ostatní tučňáci z jeho rodu má nad očima a kolem zobáku neopeřenou kůži narůžověle až červené barvy. Tato holá oblast je hustě pokryta cévami, s jejíž pomocí vyzařují přebytečné teplo v případě přehřátí. Oproti jiným druhům tučňáku hnízdí tučňák Humboldtův v tropických podmínkách, kde teplota může dosahovat až 36 °C.
Mláďata mají první týdny tmavě šedé peří, které se postupně zbarvuje do hněda. Posléze se objevují jasnější skvrny na břiše. Ve věku asi tří měsíců, jim na hlavě a kolem oči peří bělá. Jejich šat je pak v dospívání (1–2 let) inkoustově černý s bílým břichem a charakterními černými skvrnami. Jsou ale stále odlišná od plně dospělých a v porovnáním s nimi postrádají především černý pás na hrudi.
V zajetí se dožívá 15–30 let. Ve volné přírodě je jeho život ovlivňován skýtajícími nástrahami a vyššího věku se tak dožije zcela výjimečně. Pohlavně zralý je asi ve třech až čtyřech letech (samice zpravidla dříve).

## Potrava a způsob lovu
Studený Humboldtův proud přináší do tichomoří plno druhů hejnových ryb a jimi se tak převážně živí. Jedná se především o ančovičky a sardinky, jako např. sardel peruánskou (Engraulis ringens) či sardinku tečkovanou (Sardinops sagax). Možnou kořistí jsou i některé druhy sépií (Sepia). Průměrná velikosti kořisti je 3–27 cm a pohlcena bývá ihned pod vodou. Loví zpravidla časně zrána a zdržuje se na moři až do odpoledne, kdy se v době rozmnožování vrací k mláďatům, a vyhýbá se tak vysokým teplotám. Pohybuje se asi 19–35 km daleko od pobřeží a za jeden tah může tučňák Humboldtův nalovit více než 400 gramů potravy, pokud jsou podmínky vyhovující.
Zdržuje se v mělkých hloubkách nepřesahujících pět metrů. Avšak ve výjimečném případě je schopen dostat se do hloubky 30–70 metrů. Potápění trvá nanejvýš minutu a plave rychlostí 7,5–10 km/h.

## Přirození predátoři
Kolonie vyskytující se na pevnině bývají velkým lákadlem pro místní lišky, zdivočelé psy a kočky, kteří se řadí mezi invazivní druhy predátorů. Mláďata, nebo nemocné dospělé uloví poměrně snadno. Dále představují hrozbu mořští draví ptáci, jimiž jsou Racci pruhoocasí (Larus belcheri), Racci jižní (Larus dominicanus) či chaluhovití (Stercorariidae). Tito predátoři se zajímají především o vejce nebo menší mláďata. Ačkoli jsou ukryta v hnízdních jámách či puklinách, stačí krátká chvíle nepozornosti. Výjimečně se přiživí hadi (Serpentes) nebo případně krysy (Rodentia).
Na moři je nejčastěji napadají tuleni (Phocidae), žraloci (Carcharhiniformes) nebo lachtani z rodu Otaria.

## Rozmnožování

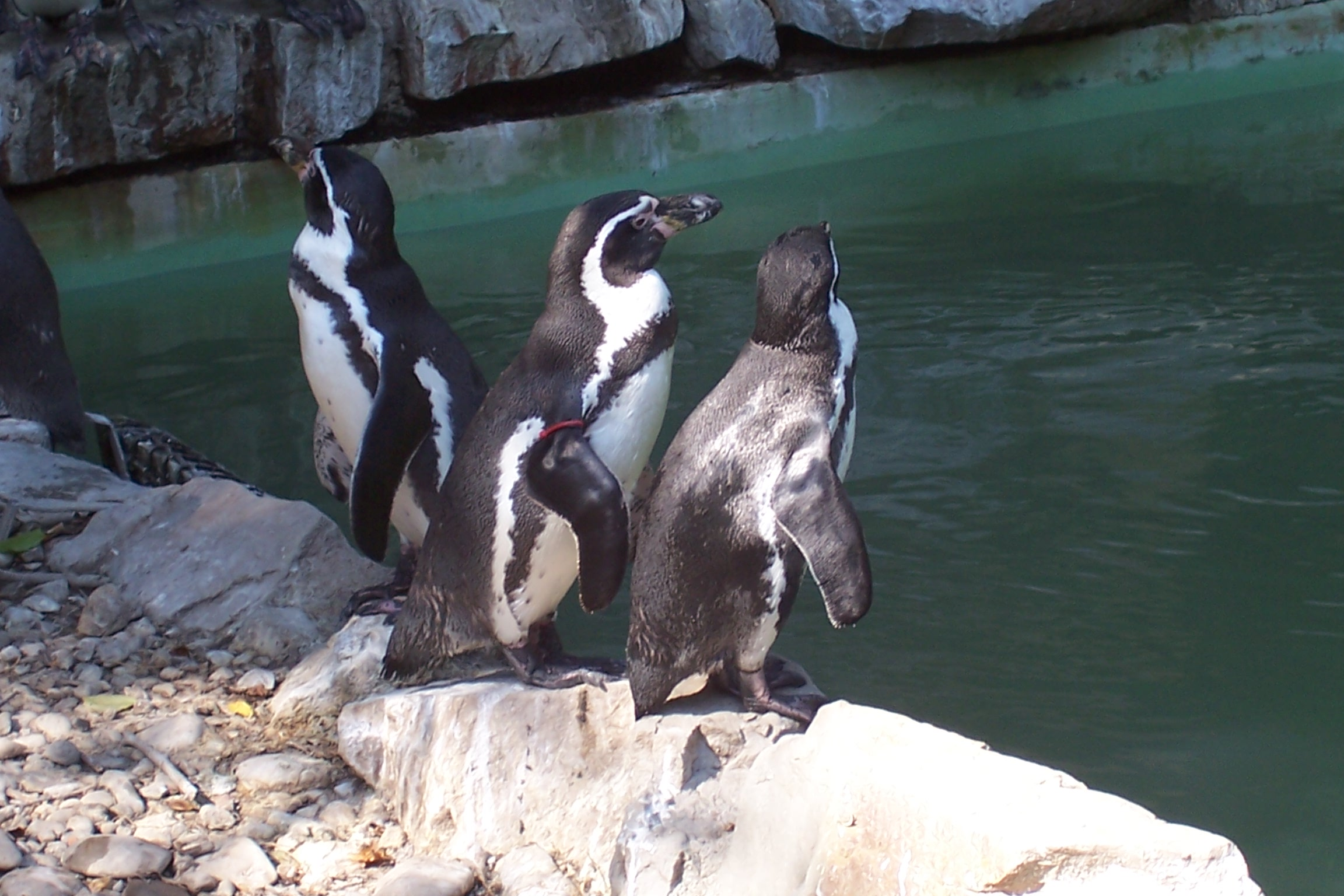
Tučňáci Humboldtovi v Zlínské Zoologické zahradě

Tučňák Humboldtův hnízdí celoročně nejčastěji mezi březnem a prosincem, a to díky přívětivým podmínkám a ročnímu cyklu, který se skládá z dvou měsíců trvajícího přepeřovacího období a následně dvou pětiměsíčních období chovných cyklů. V důsledku toho mohou být tučňáci viděni kolem jejich hnízdišť v průběhu celého roku, pakliže tuto harmonii nenaruší atmosférický jev ENSO (El Niňo – Jižní oscilace), jenž by do jejich oblastí přinesl moře chudé na potravu.
Vytváří malé kolonie. Jsou monogamní, dospělí vykazují vysokou věrnost párů, přičemž spolu většina dvojic zůstává, dokud jeden z partnerů nezahyne. V zajetí si nachází samice nového partnera častěji než samec, jelikož volba partnera spočívá zpravidla na samici.

### První dny v kolonii
Rozmnožovací aktivity nastávají zhruba v období mezi dubnem a květnem či zářím až říjnem, v závislosti na lokalitě. Jako první se na hnízdiště dostaví samec, který si vybojuje nejvhodnější místo pro vyhrabání nové nory, případně jen vyčistí starou. Především se soustředí na dostatečný stín, který na noru doléhá, aby se vyhnul nežádoucímu žáru slunce. Nory vyhrabává jeden až pět metrů hluboko – průměrná počáteční nora může mít vstupní otvor široký 50 cm, pak následuje asi jeden metr dlouhá chodba vysoká 20 cm končící hnízdící komůrkou o průměru 45 cm, která je pod povrchem hluboko asi 40 až 50 cm. Postupným opravováním její rozměry rostou a ptáci je vystýlají malými větvičkami, klacíky, kamínky, šupinami z ryb nebo i kostmi z uhynulých tučňáků, tedy prakticky veškerým dostupným materiálem. Pokud nehnízdí v norách, nalezneme je i v různých děrách nebo puklinách ve skále, mezi balvany. Využívat mohou i hnízd jiných živočichů.

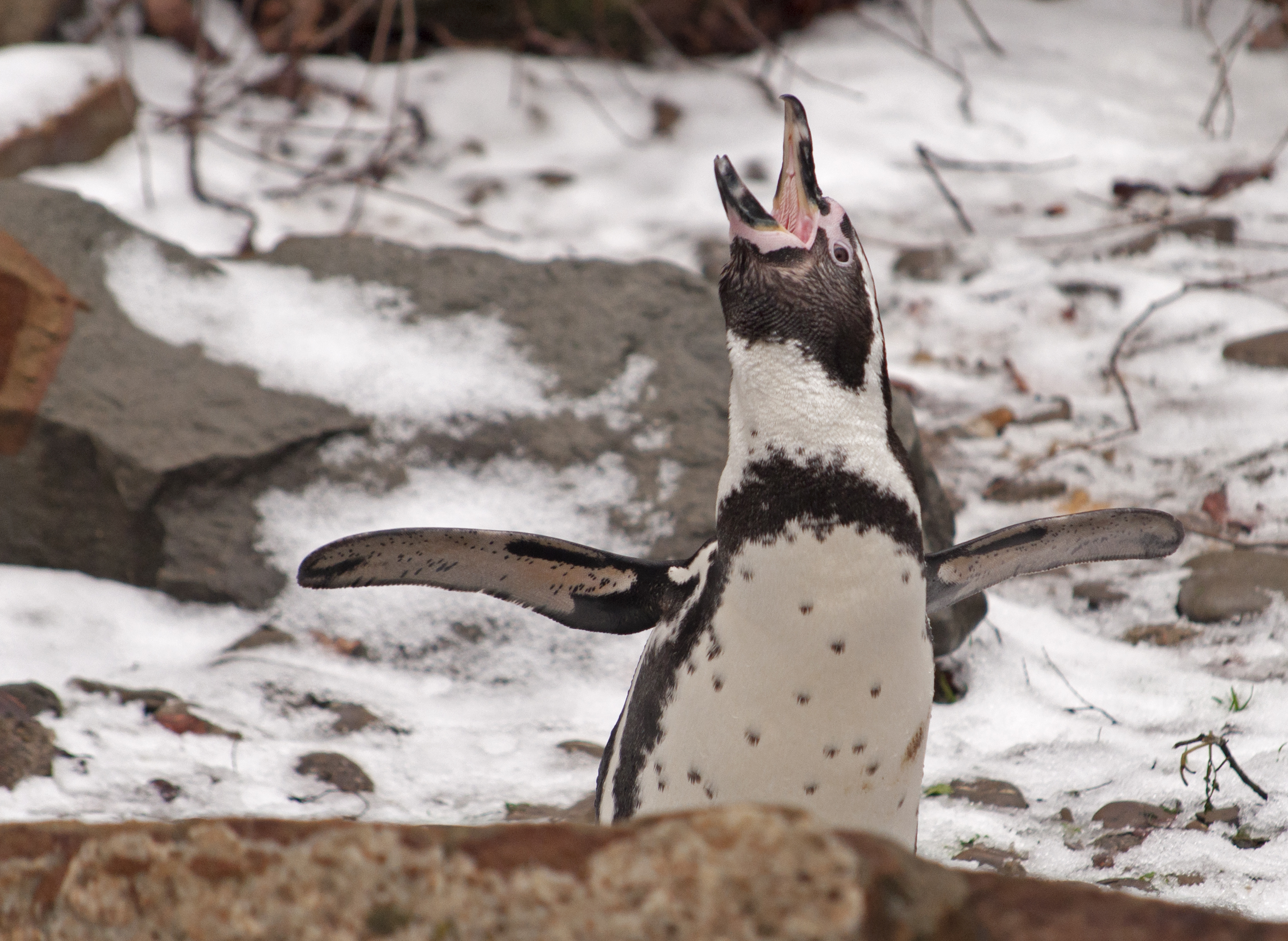
Tučňák Humboldtův v období toku

### Námluvy
Podobně jako jiní tučňáci, ozývá se i tento druh hlubokými hrdelními tóny, které mají stejný sociální význam, jako tzv. uvědomovací hlas – slouží k udržovaní kontaktu mezi jednotlivými ptáky na vodě i na souši. Nejtypičtější fází toku je hlasité troubení, při němž stojí samec před samicí s otevřeným zobákem a nahoru nataženým krkem. U uzavřených párů troubí samec i samice současně. Po tomto úvodu se partner projevuje chvějivými pohyby křídel a zobákem něžně probírá peří v oblasti hlavy a krku své partnerce. Ta se následně přikrčí nebo si úplně lehne, zatímco se samec mermomocí snaží vyšplhat na její záda, kde bude muset udržet rovnováhu, aby mohl alespoň na pár sekund přitisknout svou kloaku k její.

### Páření
Poloha při kopulaci je velmi vrtkavá a samec se tak zmůže pouze na několik sekund (maximálně na 1–2 minuty), proto probíhá opakovaně. Samec naskočí na samičí záda, vyzdvihne ocas a začne se o samici třít. Protože samec nemá penis, k reprodukci mu slouží kloaka, což je rozšířená část konečníku, do něhož je vyústěna trávicí, vylučovací a právě rozmnožovací soustava (kloaku má také samice). Samec má obě varlata umístěna v těle a v období páření dosahují větších rozměrů. Otíráním o kloaku jeho družky předá své sperma, které v ní doputuje do skladovacích kanálků. Spermie oplodní vajíčka a ty následně v samičím vejcovodu ztvrdnou.

### Snesení vajec a chov

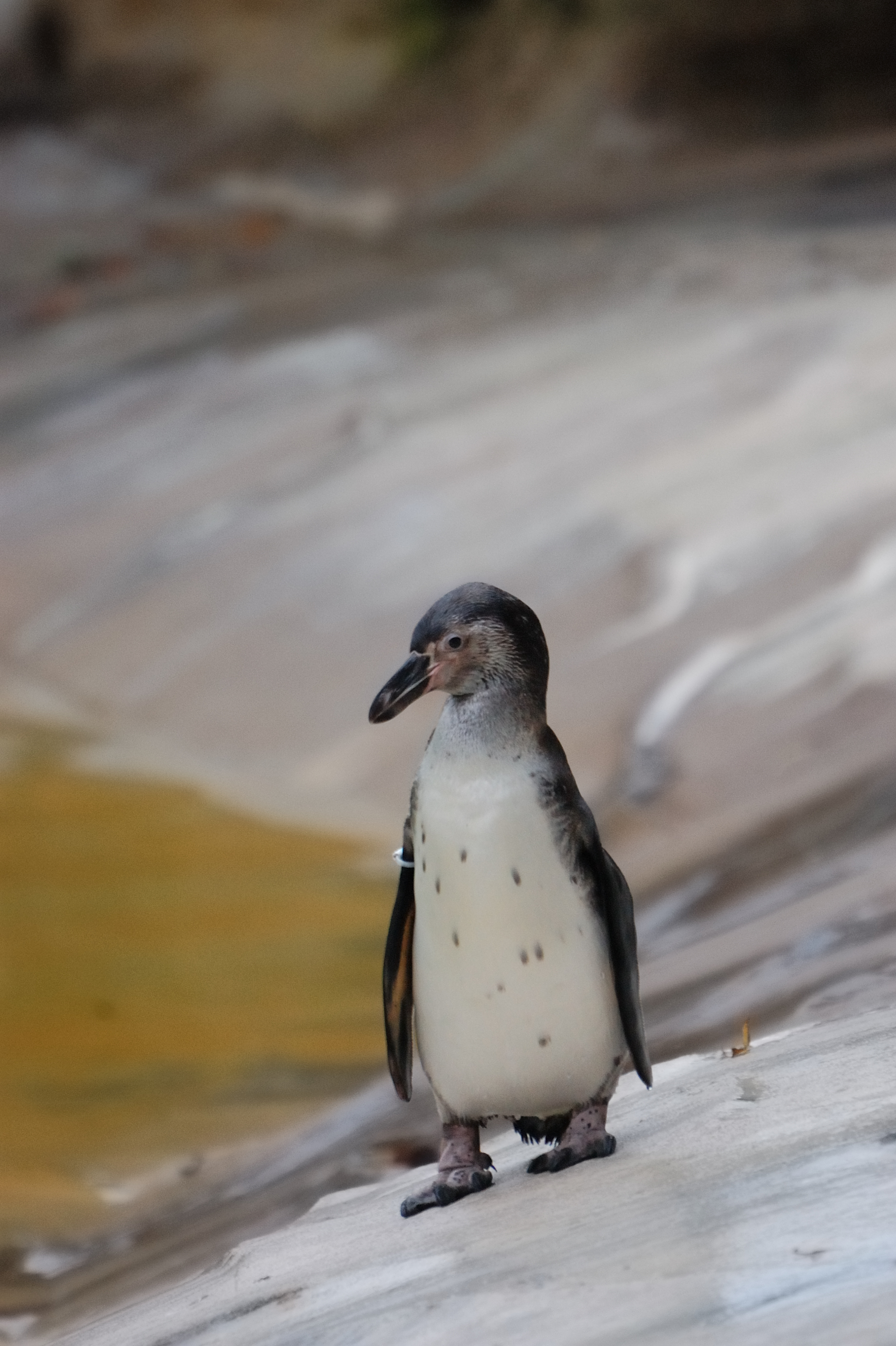
Mladý pták v juvenilním šatu

Po páření snese samice jedno až výjimečně tři vejce o rozměrech přibližně 72,8 x 55,8 mm, a o váze 103–120 gramů. Interval mezi snesením je poměrně dlouhý, odpovídající 3–5 dnům s ohledem na zkušenosti páru. Inkubace trvá 36–43 dní, při níž se rodiče synchronizovaně střídají.

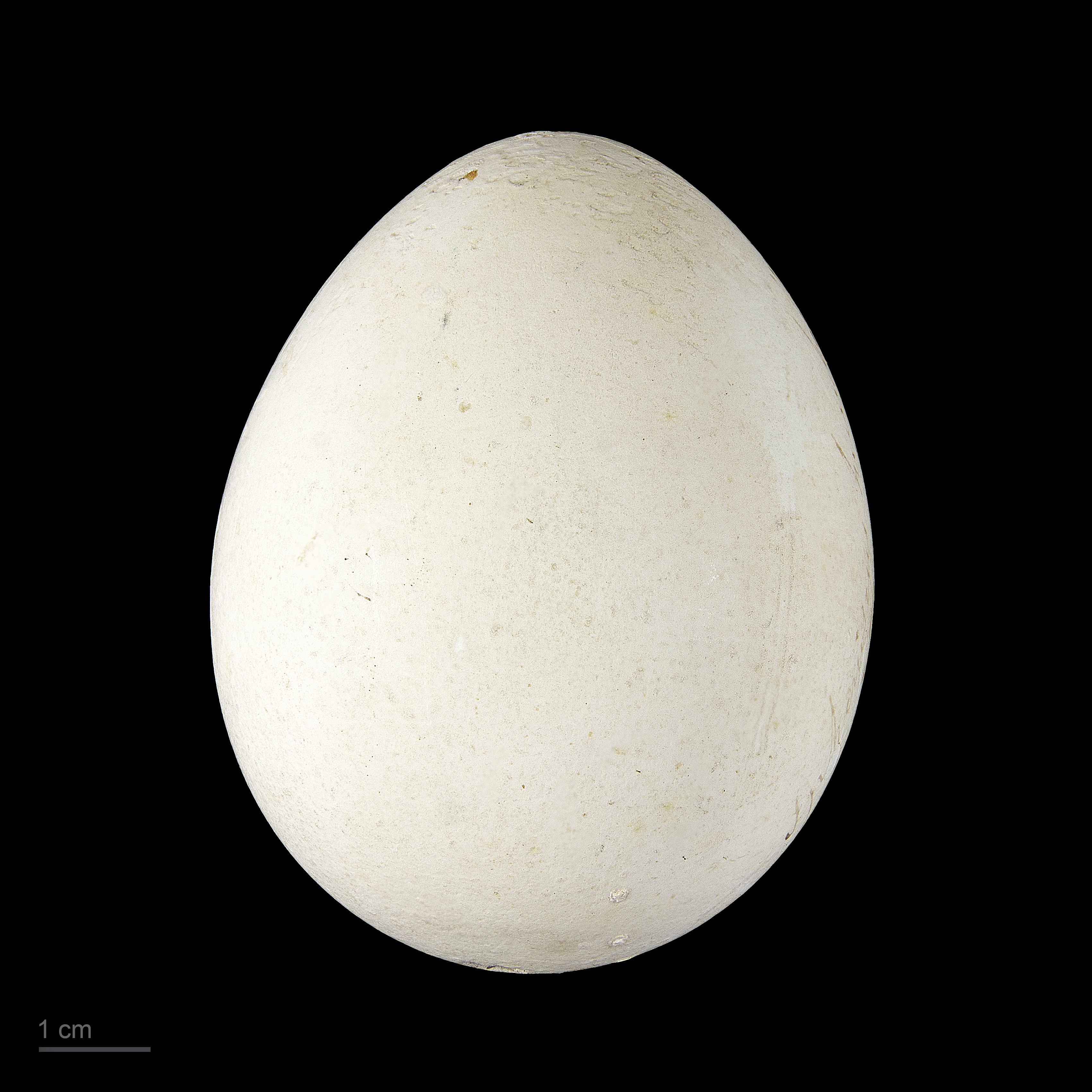
Spheniscus humboldti

Právě vylíhlé mládě má velmi hustý prachově šedý šat, srostlá oční víčka a váží kolem 60–95 gramů. Je krmeno natrávenou kašovitou stravou z volete (jícnu) od obou rodičů. Vidět začne druhý týden asi po 10 dnech. O péči se rodiče podělí (jeden hlídá, druhý loví). Nejprve sedí samice a samec loví potravu v moři. Asi za dva týdny si pár úlohu vymění. Stejným způsobem pokračují i po vylíhnutí mláděte. Kvůli od přírody zdatnějšímu samci vysedává samička patrně více, a samec tedy častěji loví. V období, kdy už jsou potomci větší a dokážou si regulovat teplotu těla, ponechají mláďata v hnízdech, kde budou v bezpečí do doby, než se rodiče vrátí s potravou. Mláďata mají vyšší nároky a tak loví partneři společně. Výjimečně se utvoří malé školky, které čítají maximálně asi pět mláďat. Musí se patřičně jednat o nezkušené páry, kteří si nejsou natolik vědomy rizika spojeného s nevhodným způsobem zahnízdění – především nevyhloubení nory. V šestém až sedmém týdnu (asi 51 den) dosahují mláďata váhy kolem 3 kg a nastává doba pelichání do definitivního šatu – nejprve ztrácí prachové peří na křídlech a hlavě, kde nejdříve definitivní pera narůstají. Po 62 dnech je ukončeno pelichání břicha a dosahuje definitivní váhy 4 kg. Zhruba v 69 dni jsou definitivním peřím porostlá záda a mezi 95.–100. dnem jsou mláďata porostlá definitivním peřím celá, a jsou připravena vstoupit do moře. Ze sociálních důvodu se však stále od dospělých liší. Mohou se tak bez problému pohybovat v kolonii, aniž by jej okolní tučňáci napadali. Úplně dospělý šat se takovým mládencům dostaví ve stáří 1–2 let. Poměrně zhubnou než se naučí dobře lovit – ztrácí až jeden kilogram váhy, ale zhruba po 35 týdnech se jejich stav znormalizuje. Pohlavně zralý jsou samice ve třech a samci asi ve čtyřech letech.

## Ohrožení

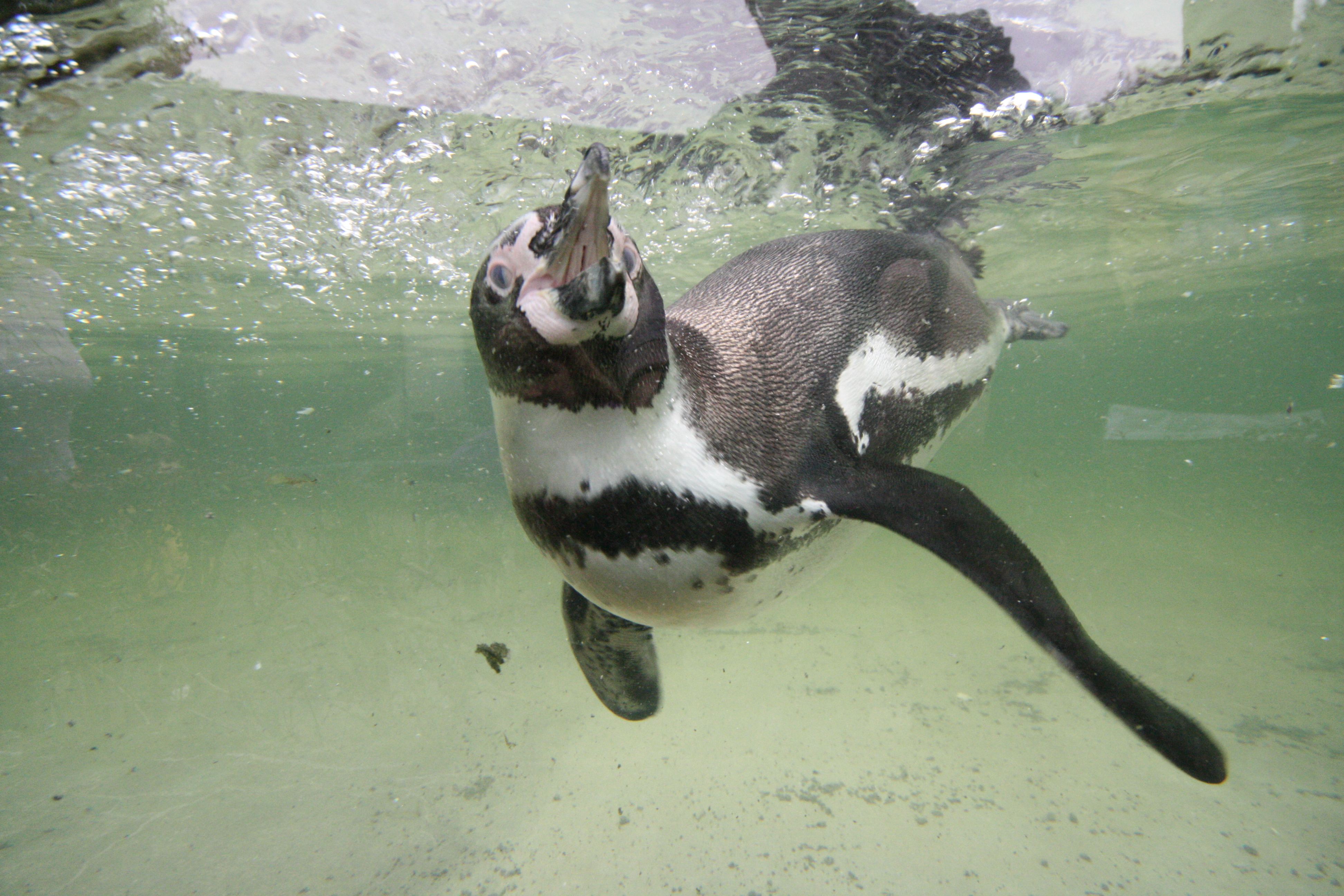
Tučňák Humboldtův v bazénu Liberecké Zoologické zahrady

V zoologických zahradách po celém světě, včetně České republiky, je v chovech asi 15 000 těchto tučňáků a dobře se množí. Oproti tomu volně žijící populace je v některých lokalitách velmi ohrožena. Podle dosavadních údajů a odhadů hnízdí ve volné přírodě asi 6 000 až 32 000 dospělých ptáků. Organizace IUCN k roku 2020 uvádí 23 800 jedinců schopných reprodukce. V Červeném seznamu je zařazen do kategorie zranitelných druhů. V minulosti byl tučňák Humboldtův na pokraji vyhynutí.
Před více než sto lety představovala enormní hrozbu masivní těžba guána, nahromaděného trusu tučňáků, v kterém tito ptáci s oblibou hnízdili, a snadno v něm budovali svá hnízda. Na následky těžebních zásahů uhynulo nespočet hnízdících ptáků a spolu s nimi byly zlikvidovány i jejich nakladené snůšky. Než se navíc začala ve světě plně využívat ropná surovina, byli tito ptáci pro svůj tuk a pro výrobu oleje masivně vybíjeni po tisících kusech.
Za největší hrozbu moderní doby je považován nadměrný průmyslový rybolov. Studie zaměřená na možné negativní důsledky prokázala, že je nepřiměřená ztráta potravního zdroje velkým nebezpečím z hlediska celého ekosystému. Zdejší mořští ptáci, včetně tučňáků Humboldtových, jsou na určité množství potravy velmi závislí, obzvláště pak v období rozmnožování. Nezřídka tučňáci uvíznou v samotných rybářských sítích, jež zabírají velkou vodní plochu. Protože se z nich prakticky nelze vymanit, zachytí-li se, umírají ptáci na následky utonutí.
Nemalé riziko představuje taktéž výskyt nepůvodních druhů živočichů, jakož je například krysa obecná (Rattus rattus) nebo potkan obecný (Rattus norvegicus). Přestože se tito hlodavci soustředí obzvláště na neoplodněná vajíčka ležící v okolí kolonie, mohou zranit nebo i zabít mláďata. Mnohem větší hrozbu však představují zatoulaní psi (Canis lupus f. familiaris) a divoké kočky domácí (Felis silvestris f. catus).
Další znatelnou hrozbou je rozmach turismu. Návštěvníci se nechovají zrovna ohleduplně a na nedobře zajištěných místech dochází i k pošlapání hnízd. Druh je obecně považován za extrémně citlivý na přítomnost člověka, důkazem toho je znatelný neúspěch v reprodukci ptáků vyskytujících se na místech s častou a početnější přítomností lidí.
V neposlední řadě ohrožuje tyto ptáky rozvíjející se průmysl a s ním spojené výstavby narušující jejich biotop. Na výsledek s konečnou platností mají však velký vliv masové protesty zdejších obyvatel, zakládájících se na podepsaných peticích. Ve víru demokracie tak často zabrání nebo alespoň oddálí plány mocných investorů, kteří příliš neřeší možné hrozby pro tuzemskou faunu, jejichž příčinou by mohl být nešetrný zásah do životního prostředí.

### Ochrana
Odpovědí na početné a reálné hrozby jsou ochranná opatření jako například vytváření přírodních rezervací na významných nebo kriticky ohrožených hnízdištích nebo monitorování chovných kolonií a případná eradikace invazivních druhů živočichů. Do záchranných projektů se zapojila i Chilská zoologická zahrada, která si klade za úkol zachraňovat oplodněná, avšak opuštěná vejce v koloniích. V Japonsku, v museu Shimonoseki Marine Science, se podařilo samice uměle oplodnit za použití rozmrazených vzorků spermatu.

## Chov v zoo
Tento druh je k vidění v přibližně 140 evropských zoo. V Česku je tučňák Humboldtův chován ve čtyřech zoologických zahradách (Praha, Liberec, Plzeň a Zlín). Je zapojen do programu EEP – Evropský záchovný program, tedy společného projektu evropských zoologických zahrad, jehož podstatou je spolupráce při chovu některých ohrožených druhů zvířat. Jeho činnost zajišťuje Evropská asociace zoologických zahrad a akvárií. EEP pro tento druh vede Zoologická zahrada v Košicích, která je chová jako jediná slovenská zoo.
Chov, pravděpodobně tučňáků Humboldtových, plánovala také ostravská zoologická zahrada.

### Chov v Zoo Praha
Počátky chovu tohoto druhu v Zoo Praha začaly v 60. letech 20. století. První odchov se podařil v roce 1991. Od té doby se vylíhlo více než 140 mláďat. Jedná se o jeden z nejvýznamnějších evropských chovů. Díky tomu aktuálně chovanou skupinu tvoří již zejména jedinci právě z pražských odchovů. Zvířata jsou krmena třikrát denně mořskými rybami, které jsou dále doplňovány dalšími látkami potřebnými pro život těchto mořských ptáků.
Někteří jedinci z pražského chovu byli dokonce představeni veřejnosti podrobněji, a to včetně jmen a povahy (např. v rámci kampaní Poznejme se! či Seznamte se!):
- Pipin – samec, partner Pinďi, 135. v Praze narozený tučňák (*2009)
- Pinďa – samice, partnerka Pipina, 144. v Praze narozený tučňák (*2011)
- Otylka – největší samice v pražské skupině (*2002)[13]

Ke konci roku 2017 bylo chováno 29 tučňáků Humboldtových (14 samců a 15 samic). Na konci dalšího roku bylo chováno 13 samců a 12 samic. 18. října 2019 se po delší době vylíhlo mládě. Mládě uhynulo na zápal plic v listopadu 2019. Jeho rodiči byli samice Plzeňačka, která se vylíhla v Zoo Plzeň, a samec Kulička, který přišel na svět v Zoo Praha. V únoru 2020 se vyklubala dvě mláďata.
Pavilon tučňáků se nachází v dolní části zoo, nedaleko hlavního vchodu a východu. Stavba o ploše 234 m2 vznikla v letech 1978–1985 (otevřen 1986). Do současné podoby byla přestavena po povodni v létě 2002. Ke znovuotevření došlo v květnu 2004. Návštěvnicky přístupný pavilon disponuje umělými skalami s hnízdními výklenky. Na budovu navazuje výběh o ploše 635 m2 s bazénem (plocha 90 m2, hloubka až 1,5 m).